# Calocaerus
Calocaerus (Grieks: Καλόκαιρος, Kalokairos) († 334 in Tarsos) was magister pecoris camelorum („leider van het kleinvee en de kamelen“) van de Romeinse keizer Constantijn de Grote op Cyprus In 333 of 334 kwam hij in opstand tegen Constantijn en riep zichzelf uit tot keizer. De censor Flavius Dalmatius, een halfbroer van Constantijn, sloeg de opstand van Calocaerus neer en bracht hem en zijn medestanders in Tarsos in Cilicia voor het gerecht. Calocaerus werd daarop terechtgesteld, hoewel hij voor de heerschappij van Constantijn nooit een echte bedreiging is geweest.

## Voetnoten
1. ↑  In deze context zijn waarschijnlijk schapen bedoeld.
2. ↑  Aurelius Victor, Liber de Caesaribus XLI 11.